# 241-я отдельная бригада территориальной обороны (Украина)
241-я отдельная бригада территориальной обороны (241 обртро) — кадрированное формирование Сил территориальной обороны Вооружённых сил Украины в г. Киеве. Бригада находится в составе Регионального управления «Север» Сил территориальной обороны.

## История
14 апреля 2022 года во исполнение директивы Главнокомандующего ВСУ Валерия Залужного 241-й отдельный батальон 112-й отдельной бригады территориальной обороны был переформатирован в Управление 241-й отдельной бригады территориальной обороны ВСУ. В состав бригады впоследствии вошли восемь батальонов территориальной обороны Киева.

## Структура
- 130-й отдельный батальон территориальной обороны (Соломенский р-н)[2]
- 204-й отдельный батальон территориальной обороны (Голосеевский р-н)
- 205-й отдельный батальон территориальной обороны (Печерский р-н)
- 206-й отдельный батальон территориальной обороны (Подольский р-н)
- 207-й отдельный батальон территориальной обороны (Шевченковский р-н)
- 242-й отдельный батальон территориальной обороны (Украина) (Голосеевский р-н)
- 243-й отдельный батальон территориальной обороны (Соломенский р-н)
- 251-й отдельный батальон
- Спецподразделение «Смерч»

## Боевые действия
Батальоны бригады участвовали в военных действиях в 2022 — 2023 годах. В частности, 205 отдельный батальон в Северодонецке и 130, 204, 205, 206, 207, 243, 251, 242 отдельные батальоны ТРО участвовали в битве за Бахмут. Участвовали в освобождении Харьковской области и Киевской области, в частности, г. Ирпень.
В октябре 2022 года бригада получила боевое знамя.